# 40è Festival Internacional de Cinema de Canes
El 40è Festival Internacional de Cinema de Canes es va dur a terme del 7 al 19 de maig de 1987. La Palma d'Or fou atorgada a Sous le soleil de Satan de Maurice Pialat, una elecció que es va considerar "molt controvertida" i el premi es va lliurar sota els crits del públic. Es diu que Pialat va replicar "No us agrado? Bé, permeteu-me dir-vos que vosaltres tampoc m'agradeu!"
El festival va obrir amb Un homme amoureux, dirigida per Diane Kurys i va tancar amb Aria, dirigida per Robert Altman, Bruce Beresford, Bill Bryden, Jean-Luc Godard, Derek Jarman, Franc Roddam, Nicolas Roeg, Ken Russell, Charles Sturridge i Julien Temple. El festival de 1987 també va retre tribut a Federico Fellini.

## Jurat

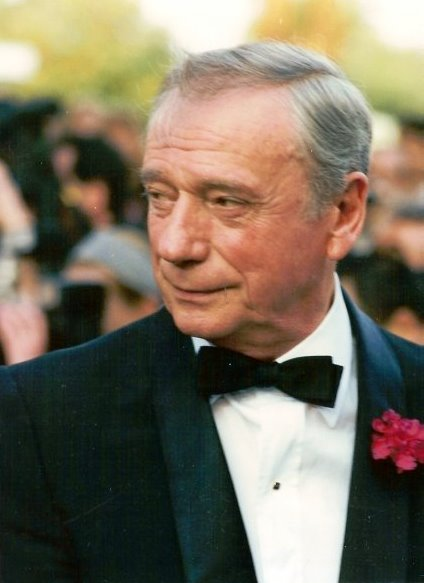
Yves Montand, president del jurat

### Competició principal
Les següents persones foren nomenades per formar part del jurat de la competició principal en l'edició de 1987:
- Yves Montand, President
- Danièle Heymann
- Elem Klimov
- Gérald Calderon
- Jeremy Thomas
- Jerzy Skolimowski
- Nicola Piovani
- Norman Mailer
- Theo Angelopoulos

### Càmera d'Or
Les següents persones foren nomenades per formar part del jurat de la Càmera d'Or de 1987:
- Maurice Leroux (compositor) President
- Bernard Jubard
- Claude Weisz (director)
- Emmanuel Carriau (cinèfil)
- Freddy Buache (periodista)
- M. Hidalgo (periodista)
- Michael Kutza (cinèfil
- Michel Ciment (crític)

## Selecció oficial

### En competició – pel·lícules
Les següents pel·lícules competiren per la Palma d'Or:
- Aria de Robert Altman, Bruce Beresford, Bill Bryden, Jean-Luc Godard, Derek Jarman, Franc Roddam, Nicolas Roeg, Ken Russell, Charles Sturridge, Julien Temple
- Barfly de Barbet Schroeder
- The Belly of an Architect de Peter Greenaway
- Cronaca di una morte annunciata de Francesco Rosi
- Oci ciornie de Nikita Mikhalkov
- La famiglia de Ettore Scola
- Champ d'honneur de Jean-Pierre Denis
- The Glass Menagerie de Paul Newman
- Monanieba de Tengiz Abuladze
- Az utolsó kézirat de Károly Makk
- Un homme amoureux de Diane Kurys
- Pierre et Djemila de Gérard Blain
- Prick Up Your Ears de Stephen Frears
- Shinran: Shiroi michi de Rentarō Mikuni
- Shy People d'Andrei Konchalovsky
- Um Trem para as Estrelas de Carlos Diegues
- Sous le soleil de Satan de Maurice Pialat
- Der Himmel über Berlin de Wim Wenders
- Yeelen de Souleymane Cissé
- Zegen de Shohei Imamura

### Un Certain Regard
Les següents pel·lícules foren seleccionades per competir a Un Certain Regard:
- A Gathering of Old Men de Volker Schlöndorff
- A Month in the Country de Pat O'Connor
- La poursuite du bonheur de Louis Malle
- Babettes Gaestebud de Gabriel Axel
- Przypadek de Krzysztof Kieślowski
- Das weite Land de Luc Bondy
- Epidemic de Lars von Trier
- Xiangnu xiaoxiao de Xie Fei i U Lan
- Hôtel de France de Patrice Chéreau
- La casa de Bernarda Alba de Mario Camus
- Hud de Vibeke Løkkeberg
- Yer Demir Gök Bakır de Zülfü Livaneli
- Cartoline italiane de Memè Perlini
- Jenatsch de Daniel Schmid
- Ormens väg på hälleberget de Bo Widerberg
- Prostaya smert d'Aleksandr Kaidanovski
- Robinzoniada, anu chemi ingliseli Papa de Nana Jorjadze
- Sofía d'Alejandro Doria
- Someone to Love de Henry Jaglom
- Un hombre de éxito d'Humberto Solás

### Pel·lícules fora de competició
Les següents pel·lícules foren seleccionades per ser projectades fora de competició:
- Aida de Clemente Fracassi
- Hēi Pào Shìjiàn de Huang Jianxin
- Boris Godunov de Vera Stroyeva
- Caméra arabe de Férid Boughedir
- Le cinéma dans les yeux de Laurent Jacob, Gilles Jacob
- Don Quixote (Don Quichotte) de Georg Wilhelm Pabst
- Feathers de John Ruane
- Intervista de Federico Fellini
- Good morning Babilonia dels germans Taviani
- Hôtel du Paradis de Jana Bokova
- L'Inhumaine de Marcel L'Herbier
- Louise d'Abel Gance
- Macbeth de Claude d'Anna
- Il medium de Gian Carlo Menotti
- Pagliacci de Franco Zeffirelli
- Radio Days de Woody Allen
- Raising Arizona dels germans Coen
- Awdat mowatin de Mohamed Khan
- Slam Dance de Wayne Wang
- Something Wild de Jonathan Demme
- The Sentimental Bloke de Raymond Longford
- The Whales of August de Lindsay Anderson
- Tough Guys Don't Dance de Norman Mailer
- Richard et Cosima de Peter Patzak

### Curtmetratges en competició
Els següents curtmetratges competien per Palma d'Or al millor curtmetratge:
- Doigté de Gyula Nagy
- Imagine de Zbigniew Rybczynski
- L'homme Qui Plantait des Arbres de Frédéric Back
- La Mort Soudaine et Prématurée du Colonel K.K. de Milos Radovic
- Les Quatre Vœux de Michel Ocelot
- Maestro d'Alex Zamm
- Palisade de Laurie McInnes
- Pleines de Grâce de Nicole Van Goethem
- Your Face de Bill Plympton
- Transatlantique de Bruce Krebs
- Academy Leader Variations de Martial Wannaz, Krzysztof Kiwerski, Stanislaw Lenartowicz, David Ehrlich, Jane Aaron, Skip Battaglia, Paul Glabicki, George Griffin, Al Jarnow, Piotr Dumala, Daniel Suter, Yan Ding Xian, A. D., Hu Jin Qing, Lin Wen Xiao, He Yu Men, Chang Guang Xi, Georges Schwizgebel, Claude Luyet, Jerzy Kucia

## Seccions paral·leles

### Setmana Internacional dels Crítics
Els següents llargmetratges van ser seleccionats per ser projectats per a la vint-i-sisena Setmana de la Crítica (26e Semaine de la Critique):
- Pisma myortvogo cheloveka de Konstantin Lopushanskiy (URSS)
- Du mich auch d'Anja Franke, Dani Levy, Helmut Berger (RFA/ Suïssa)
- Ngati de Barry Barclay (Nova Zelanda)
- Yam Daabo d'Idrissa Ouedraogo (Burkina Faso)
- To Dendro pou pligoname de Dimos Avdeliodis (Grècia)
- Angelus novus de Pasquale Misuraca (Itàlia)
- Où que tu sois d'Alain Bergala (França)

### Quinzena dels directors
Les següents pel·lícules foren exhibides en la Quinzena dels directors de 1987 (Quinzaine des Réalizateurs):
- Andjeo Cuvar de Goran Paskaljevic
- Diary of a Mad Old Man de Lili Rademakers
- Dilan d'Erden Kiral
- Heaven de Diane Keaton
- Hol Volt, Hol Nem Volt de Gyula Gazdag
- Home of the Brave de Laurie Anderson
- I Photographia de Nicos Papatakis
- I've Heard the Mermaids Singing de Patricia Rozema
- Made In U.S.A. de Ken Friedman
- Malom a pokolban de Gyula Maar
- Mascara de Patrick Conrad
- Matewan de John Sayles
- Urs al-Jalil de Michel Khleifi
- Panorama du cinéma sud-africain indépendant (director sense acreditar)
- Rita, Sue and Bob Too d'Alan Clarke
- Street Smart de Jerry Schatzberg
- The Surfer de Frank Shields
- Un zoo la nuit de Jean-Claude Lauzon
- Varjoja paratiisissa de Aki Kaurismäki
- Wish You Were Here de David Leland

## Premis

### Premis oficials
Els guardonats en les seccions oficials de 1987 foren:
- Palma d'Or: Sous le soleil de Satan de Maurice Pialat
- Grand Prix: Monanieba de Tengiz Abuladze
- Millor director: Wim Wenders per Der Himmel über Berlin
- Millor actriu: Barbara Hershey per Shy People
- Millor actor: Marcello Mastroianni per Oci ciornie
- Millor contribució artística: Stanley Myers (compositor) per Prick Up Your Ears
- Premi del Jurat:
  - Shinran: Shiroi michi de Rentarō Mikuni
  - Yeelen de Souleymane Cissé
- Premi del 40è aniversari: Intervista de Federico Fellini

Càmera d'Or
- Caméra d'Or: Robinzoniada, anu chemi ingliseli Papa de Nana Jorjadze

Curtmetratges
- Palma d'Or al millor curtmetratge: Palisade de Laurie McInnes
- Segon Premi: Academy Leader Variations de David Ehrlich
- Tercer Premi: Iznenadna i prerana smrt pukovnika K.K de Milos Radovic

### Premis independents
Premis FIPRESCI
- Monanieba de Tengiz Abuladze (En competició)
- Urs al-jalil de Michel Khleifi (Quinzena dels Directors)
- Wish You Were Here de David Leland (Quinzena dels Directors)

Commission Supérieure Technique
- Gran Premi Tècnic: Le cinéma dans les yeux de Gilles Jacob, Laurent Jacob

Jurat Ecumènic
- Premi del Jurat Ecumènic: Monanieba de Tengiz Abuladze
- Jurat Ecumènic - Menció especial: Babettes gæstebud de Gabriel Axel i Yeelen de Souleymane Cissé[16]

Premi de la Joventut
- Pel·lícula estrangera: I've Heard the Mermaids Singing de Patricia Rozema

## Mèdia
- INA: Nit d'aniversari: el Festival té 40 anys (francès)
- INA: Llista de guanyadors del festival de 1987 ((francès))